# 斉藤寿
斉藤 寿（さいとう ひさし、1933年1月26日 - ）は、日本の法学者、法学博士。駒澤大学名誉教授。専門は憲法。

## 来歴
1960年、早稲田大学大学院政治学研究料政治学専攻憲法学専修修士課程修了。1988年、法学博士（駒澤大学）。
1971年 駒澤大学法学部助教授、1974年 教授に就任。1981年 法学研究所所長、1987年 法学部長（理事、評議員）、1989年 図書館長、大学院法学研究科公法学専攻主任などを歴任。多くの論文を執筆した。
2003年3月、駒澤大学を定年退職、名誉教授。

## 著書
- 『憲法要論』白桃書房 1968年12月
- 『日本の防災行政』成文堂 1970年4月
- 『憲法例解』評論社 1972年6月
- 『憲法I統治機構』評論社 1974年9月
- 『憲法II統治機構』評論社 1974年9月
- 『憲法III統治機構』評論社 1974年9月
- 『各国憲法概説』評論社 1975年1月
- 『憲法教室』白桃書房 1975年5月
- 『現代行政法論』勁草書房 1982年6月
- 『行政法I』評論社 1982年6月
- 『行政法II』評論社 1982年6月
- 『政治の論理と心理と制度』法学書院 1983年7月
- 『現代議会構成原理の研究』勁草書房 1984年1月
- 『社会主義憲法構造の研究』日本評論社 1986年4月
- 『憲法原理の分析と展開』勁草書房 1989年5月
- 『権力容認の憲法学的研究 - 憲法の研究双書』評論社 1997年4月
- 『自治法制の憲法学的研究』評論社 1999年1月
- 『財政法制の憲法学的研究 - 憲法の研究双書』評論社 1999年1月
- 『私的価値の憲法学的研究 - 憲法の研究双書』評論社 1998年5月
- 『天皇制度の憲法学的研究 - 憲法の研究双書』評論社 2000年5月
- 『行政改革の憲法学的研究 - 憲法の研究双書』評論社 2000年5月

## 論文
- 齋藤壽「社会主義憲法構造の研究 : 社会主義憲法の構造と特質を中心として」駒沢大学 法学博士、 乙第47号、1989年、NAID 500000062819。
- 斎藤寿「憲法の財産権保障と「正当な補償」」『駒澤大學法學部研究紀要』第30号、駒澤大学、1972年3月、99頁、NAID 120006614206。
- 斉藤寿「[資料デンマーク憲法]」『法学論集』第8号、駒澤大学法学会、1971年12月、76頁、NAID 120006614344。
- 斉藤寿「憲法にみる「財産権の自由と制限」」『法学論集』第10号、駒澤大学法学会、1973年12月、73-100頁、ISSN 04393287、NAID 110000212775。
- 斉藤寿「憲法における「財産権の公共性」」『法学論集』第11号、駒澤大学法学会、1974年12月、123-150頁、ISSN 04393287、NAID 110000213106。
- 斉藤寿「ソ連憲法にみる「全人民財産」と「私有財産」」『法学論集』第18号、駒澤大学法学会、1978年12月、26頁、NAID 120006614435。